# クロマニョン人

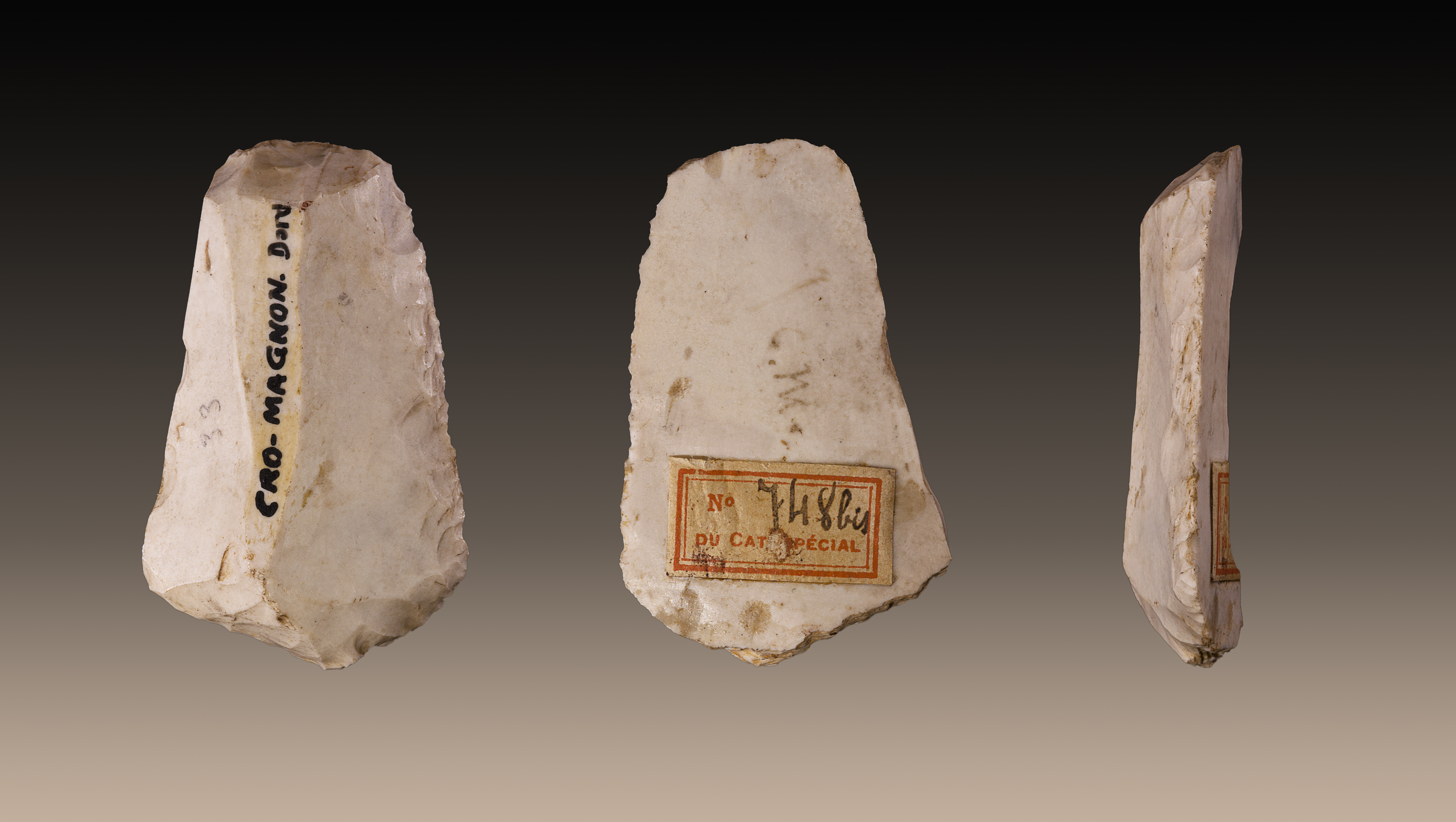
スクレーパークロマニョン人-コレクション"ルイラルテ"- トゥールーズの博物館.

クロマニョン人（クロマニョンじん、Cro-Magnon man）とは、南フランスで発見された人類化石に付けられた名称である。1868年、クロマニョン (Cro-Magnon) 洞窟で、鉄道工事に際して5体の人骨化石が出土し、古生物学者ルイ・ラルテによって研究された。その後、ヨーロッパ、北アフリカ各地でも発見された。
現在ではクロマニョン人を、現世人類と合わせて解剖学的現代人（英語: anatomically modern human） (AMH) と呼ぶことがある。またネアンデルタール人を、従来の日本語では旧人と呼ぶのに対し（ネアンデルタール人以外にも、25万年前に新人段階に達する前の、現代型サピエンスの直接の祖先である古代型サピエンス等も旧人段階の人類とみなすことがある）、クロマニョン人に代表される現代型ホモ・サピエンスを、従来の日本語では新人と呼ぶこともある。

## 進化の様相

現生人類の分布拡大図。 Currat & Excoffier (2004)による。

後期旧石器時代に属し、約4万 - 1万年前のものと考えられる。

## 身体的特徴
骨格が頑丈で多くの点で現代人と似ている。コーカソイドの直接の祖先である可能性が高い。
180センチメートル前後の長身、頭が大きく、直顎で、頤(おとがい)が見られる。歯は小さく、旧人のような眼窩上隆起や額の後退は見られず、乳様突起が発達している。きわめて現代人に似ていたが、筋骨は強壮であったと思われる。

## 遺伝子
2003年のクロマニョン人の遺伝子調査ではハプログループN (mtDNA)（ともに子系統を含む）が確認された。
2015年の遺伝子調査では、13,000年前のスイスのクロマニョン人がハプログループI2a (Y染色体)、ハプログループU5b1h (mtDNA) に属すことがわかった。
また、旧石器時代のチェコ（30,000年前）、ベルギー（35,000年前）、 ロシア西部ヴラジーミル州スンギール遺跡（約34,000年前）の人骨はハプログループC1a2 (Y染色体)に属していた。
これによりクロマニョン人は現在のヨーロッパ人の祖先の一部であることが明らかになった。
ヨーロッパ進出の第一波はハプログループC1a2、第二波はハプログループIと考えられる。

## 文化
クロマニョン人は後期旧石器時代にヨーロッパ、北アフリカに分布した人類で、現代人と同じホモ・サピエンス (Homo sapiens) に属し、コーカソイドに入ると考えられるが、現在は化石でのみ発見されるので、同時代の他地域の上洞人・港川人などと共に「化石現生人類」とも言う。精密な石器・骨器などの道具を製作し、優れた洞窟壁画や彫刻を残した。また、死者を丁重に埋葬し、呪術を行なった証拠もあるなど、進んだ文化を持っていた。
一部の学者によれば、狩猟採集生活をし、イヌ以外の家畜を持たず、農耕も知らなかった（資源が豊富だったのでより効率の高い食糧生産方法が必要なかった）ため、ノウマ・ヤギュウ・マンモス等の大動物が減少・絶滅すると共に彼らも滅亡したとされる。
小さくて鋭い狩りに向いている精巧な石器や骨器を作り、動物を描いた洞窟壁画（ラスコー、アルタミラ、その他多数）や動物・人物の彫刻を残す。

## 研究史
クロマニョン洞窟での発見以来、同種の人類化石がヨーロッパ各地で発見された。南フランスでは19世紀末にシャンスラード人(Chancelade man)・グリマルディ人(Grimaldi Man)が発掘されているが、発見当初、前者はエスキモー（イヌイット）に、後者はネグロイドに類似するとされた。しかしその後否定され、いずれも広義のクロマニョン人に含まれるとされている。